# ラッファエレ・ビアンコ
ラッファエレ・ビアンコ（Raffaele Bianco, 1993年11月22日 - ）は、イタリア・アヴェルサ出身の元サッカー選手。現役時代のポジションはミッドフィールダー。

## 経歴

### ユヴェントス
カンパニア州のアヴェルサ出身で、ユヴェントスFCのユースでキャリアを始める。カルチョ・スキャンダルの影響によりセリエBへ降格処分となっていた時代にトップチームに引き上げられた。2007年4月14日に行われた敵地でのUSレッチェ戦でプロデビュー。ラッファエレ・パッラディーノに代わって69分から投入され1-3で勝利した。同シーズンではセリエBで4試合に出場し、リーグ最終戦のスペツィア・カルチョとの試合で初ゴールを挙げた。

### 期限付き移籍
2007-08シーズンにユヴェントスはセリエAに復帰したが、自身は実戦経験を積むためピアチェンツァ・カルチョに期限付き移籍し、引き続きセリエBでプレーすることとなった。翌シーズンはアントニオ・コンテ率いるASバーリでプレーし、同クラブのセリエA昇格に貢献した。
2009年6月30日にユヴェントスに復帰するが中盤の競争は激しく、モデナFCへレンタルされた。モデナではレギュラーとしてプレーし、シーズン30試合以上でスタメンに名を連ねゴールも記録した。
2010年夏にユヴェントスとの契約を3年間延長した。しかしルイジ・デルネーリ新監督の下ではプレシーズンのトレーニングに招集されず、2010年7月22日にレガ・プロ・プリマ・ディヴィジオーネのベネヴェント・カルチョへローンで放出された。同クラブでは24試合に出場した。

### スペツィア
2011年7月7日、レガ・プロのスペツィア・カルチョに共同保有で移籍した。リーグ戦26試合に出場し、クラブはセリエB昇格を果たした。

### カルピ
2012年8月21日にレガ・プロ・プリマ・ディヴィジオーネのカルピFCにローンで加入。翌年7月23日には完全移籍で同クラブと延長オプション付きの1年契約を結んだ。2014-15シーズンにセリエBで優勝しクラブ史上初のセリエA昇格メンバーの一員となった。

### ペルージャ
2017年8月4日、ペルージャ・カルチョに2年契約で移籍した。

### バーリ
2019年9月2日、SSCバーリに復帰した。

## タイトル
ユヴェントス
- セリエB : 2006-07

バーリ
- セリエB : 2008-09
- セリエC（グループC） : 2021-22

スペツィア
- セリエC：2011-12

カルピ
- セリエB : 2014-15